# لئو (فیلم ۲۰۲۳)
لئو (انگلیسی: Leo) (که تحت نام لئو: دل‌انگیز خونین (Leo: Bloody Sweet) هم به بازار عرضه شد) فیلم اکشن دلهره‌آور هندی تامیل-زبان، محصول سال ۲۰۲۳ است که کارگردانی آن را لوکش کاناگاراج بر عهده داشت و توسط شرکت سون اسکرین استودیو ساخته شد. بازیگران اصلی فیلم شامل ویجای، که عنوان فیلم بر اساس نقشی که او بازی کرده است انتخاب گردیده است، به همراه سانجی دات، آرجون سارجا، تریشا، گائوتام واسودو منون، میسکین (Mysskin)، مدونا سباستین، جورج ماریان، منصور علی‌خان، پریا آناند و متیو توماس می‌باشند.
فیلم در روز ۱۹ اکتبر ۲۰۲۳ در فرمت‌های تصویری استاندارد و آی‌مکس به صورت جهانی اکران گردید که نقدهای متفاوت منتقدان را در پی داشت. فیلم لئو چند رکورد گیشه فروش را به عنوان فیلم تامیل از آن خود کرد که تا این زمان رکورد دومین فیلم پرفروش تامیل در سال ۲۰۲۳، رتبه هفتم پرفروش‌ترین فیلم هندی در سال ۲۰۲۳ و پرفروش‌ترین فیلم در تامیل نادو را کسب کرده است.